# Tour Down Under 1999
La 1.ª edición del Tour Down Under (llamado oficialmente: Santos Tour Down Under) fue una carrera de ciclismo en ruta por etapas que se celebró entre el 19 y el 24 de enero de 1999 en Australia con inicio y final en la ciudad Adelaida sobre un recorrido de 762 kilómetros.
La carrera fue ganada por el corredor australiano Stuart O'Grady, en segundo lugar Jesper Skibby y en tercer lugar Magnus Bäckstedt.

## Clasificaciones finales
- Las clasificaciones finalizaron de la siguiente forma:[3]

### Clasificación general
| \| Clasificación general \| Clasificación general \| Clasificación general \| Clasificación general \| Clasificación general \| \| Ciclista \| Ciclista \| Equipo \| Tiempo \| \| \| --------------------- \| --------------------- \| --------------------- \| --------------------- \| --------------------- \| \| 1.º \| Stuart O'Grady \| Crédit Agricole \| 19 h 03 min 47 s \| \| \| 2.º \| Jesper Skibby \| Home-Jack & Jones \| + 21 s \| \| \| 3.º \| Magnus Bäckstedt \| Crédit Agricole \| + 35 s \| \| \| 4.º \| Duncan Smith \| \| + 1 min 03 s \| \| \| 5.º \| Christian Andersen \| Home-Jack & Jones \| + 2 min 10 s \| \| \| 6.º \| Nicolaj Bo Larsen \| Home-Jack & Jones \| + 2 min 15 s \| \| \| 7.º \| Jean-Marc Riviere \| \| + 2 min 16 s \| \| \| 8.º \| Alekszandr Vinokurov \| Casino \| + 2 min 17 s \| \| \| 9.º \| Massimiliano Mori \| Saeco-Cannondale \| + 2 min 18 s \| \| \| 10.º \| Rolf Aldag \| Deutsche Telekom \| + 2 min 18 s \| \| |                      |                   |                  |
| |                      |                   |                  |
| Fuente: ProCyclingStats |                      |                   |                  |
| Clasificación general |                      |                   |                  |
| Ciclista | Ciclista             | Equipo            | Tiempo           |
| 1.º | Stuart O'Grady       | Crédit Agricole   | 19 h 03 min 47 s |
| 2.º | Jesper Skibby        | Home-Jack & Jones | + 21 s           |
| 3.º | Magnus Bäckstedt     | Crédit Agricole   | + 35 s           |
| 4.º | Duncan Smith         |                   | + 1 min 03 s     |
| 5.º | Christian Andersen   | Home-Jack & Jones | + 2 min 10 s     |
| 6.º | Nicolaj Bo Larsen    | Home-Jack & Jones | + 2 min 15 s     |
| 7.º | Jean-Marc Riviere    |                   | + 2 min 16 s     |
| 8.º | Alekszandr Vinokurov | Casino            | + 2 min 17 s     |
| 9.º | Massimiliano Mori    | Saeco-Cannondale  | + 2 min 18 s     |
| 10.º | Rolf Aldag           | Deutsche Telekom  | + 2 min 18 s     |